# Rodzice nie do pary
Rodzice nie do pary (ang. Single Parents) – amerykański serial telewizyjny (sitcom) wyprodukowany przez Elizabeth Meriwether Pictures, J Philbin Productions, ABC Studios oraz 20th Century Fox Television, którego twórcami są Elizabeth Meriwether i J. J. Philbin. Serial był emitowany od 26 września 2018 roku do 13 maja 2020 roku na ABC, a w Polsce od 2 lutego 2019 roku do 16 maja 2020 roku przez Fox Comedy.  
Serial opowiada o Willu, samotnym ojcu, który jest pochłonięty wychowaniem swojej córki. Przyjaciele mężczyzny postanowią wkręcić go znowu do świata randek.

## Obsada

### Główna
- Taran Killam jako Will Cooper[3]
- Leighton Meester jako Angie D'Amato[3]
- Brad Garrett jako Douglas Fogerty[3]
- Kimrie Lewis jako Poppy Banks[4]
- Jake Choi jako Miggy Park[3]
- Marlow Barkley jako Sophie Cooper[5]
- Tyler Wladis jako Graham D'Amato[5]
- Devin Trey Campbell jako Rory Banks[5]
- Mia Allan jako Emma Fogerty
- Ella Allan jako Amy Fogerty

### Gościnne występy
- Andy Favreau jako Owen[6]

## Odcinki
| Sezon | Odcinki | Oryginalna emisja w ABC | Oryginalna emisja w ABC | Oryginalna emisja w Fox Comedy | Oryginalna emisja w Fox Comedy | Oryginalna emisja w Fox Comedy |
| Sezon | Odcinki | Premiera sezonu         | Finał sezonu            | Premiera sezonu                | Finał sezonu                   |                                |
| ----- | ------- | ----------------------- | ----------------------- | ------------------------------ | ------------------------------ | ------------------------------ |
| 1     | 23      | 26 września 2018        | 8 maja 2019             | 2 lutego 2019                  | 8 czerwca 2019                 |                                |
| 2     | 22      | 25 września 2019        | 13 maja 2020            | 7 marca 2020                   | 16 maja 2020                   |                                |

### Sezon 1 (2018-2019)
| Nr | #  | Tytuł | Reżyseria         | Scenariusz                          | Premiera w ABC       | Premiera w Fox Comedy |
| -- | -- | --- | ----------------- | ----------------------------------- | -------------------- | --------------------- |
| 1  | 1  | Pilot | Jason Winer       | Elizabeth Meriwether, J. J. Philbin | 26 września 2018     | 2 lutego 2019         |
| 2  | 2  | Impreza piżamowa Sleepover Ready | Jason Winer       | Sarah Tapscott                      | 3 października 2018  | 2 lutego 2019         |
| 3  | 3  | Nie chodzi o świnkę morską A Leash Is Not A Guinea Pig                                                                                    | Erin O’Malley     | Kim Rosenstock                      | 10 października 2018 | 9 lutego 2019         |
| 4  | 4  | Jak Beyoncé z czasów "Lemonade" Beyoncé Circa Lemonade                                                                                    | Jason Winer       | Alison Bennett                      | 17 października 2018 | 9 lutego 2019         |
| 5  | 5  | Ben Franklin - polityk, wolnomularz, naukowiec, satyryk i dyplomata Politician, Freemason, Scientist, Humorist and Diplomat, Ben Franklin | Jason Winer       | Blake McCormick                     | 24 października 2018 | 16 lutego 2019        |
| 6  | 6  | Sałata Lettuce | Kat Coiro         | Bridger Winegar                     | 31 października 2018 | 16 lutego 2019        |
| 7  | 7  | Z zawodu jestem doktorem They Call Me DOCTOR Biscuits!                                                                                    | Maggie Carey      | Berkley Johnson                     | 7 listopada 2018     | 23 lutego 2019        |
| 8  | 8  | Bestia The Beast | Josh Greenbaum    | Lamar Woods                         | 28 listopada 2018    | 23 lutego 2019        |
| 9  | 9  | Długopis z kolekcji Ronalda Reagana Ronald Reagan’s White House Collectible Pen                                                           | Trent O'Donnell   | Ali Kinney                          | 5 grudnia 2018       | 2 marca 2019          |
| 10 | 10 | Magiczne pudełko The Magic Box | Jason Winer       | Joe Wengert                         | 12 grudnia 2018      | 2 marca 2019          |
| 11 | 11 | Idealny wizerunek That Elusive Zazz | Jay Chandrasekhar | Kim Rosenstock, Sarah Tapscott      | 9 stycznia 2019      | 9 marca 2019          |
| 12 | 12 | Trudności wychowawcze All Aboard The Two-Parent Struggle Bus                                                                              | Pete Chatmon      | Alison Bennett                      | 16 stycznia 2019     | 9 marca 2019          |
| 13 | 13 | Graham D’Amato: Hot Lunch Mentalist | Erin O'Malley     | Blake McCormick                     | 23 stycznia 2019     | 11 maja 2019          |
| 14 | 14 | The Shed | Josh Greenbaum    | Joe Wengert                         | 30 stycznia 2019     | 11 maja 2019          |
| 15 | 15 | A Cash-Grab Cooked Up By the Crepe Paper Industry                                                                                         | Kat Coiro         | Bridger Winegar                     | 13 lutego 2019       | 18 maja 2019          |
| 16 | 16 | John Freakin' Stamos | Anya Adams        | Lamar Woods                         | 20 lutego 2019       | 18 maja 2019          |
| 17 | 17 | Lato Miggy'ego Summer of Miggy | Trent O'Donnell   | Adam Pena                           | 27 lutego 2019       | 25 maja 2019          |
| 18 | 18 | Aura seksapilu A Radiant Cloak of Sexual Irresistibility                                                                                  | Erin O'Malley     | Ali Kinney                          | 13 marca 2019        | 25 maja 2019          |
| 19 | 19 | Wygraj obiad z Willem Cooperem Win a Lunch with KZOP's Will Cooper!                                                                       | Kat Coiro         | ABerkley Johnson                    | 20 marca 2019        | 1 czerwca 2019        |
| 20 | 20 | Krwawy deszcz Raining Blood | Josh Greenbaum    | ANoah Garfinkel                     | 3 kwietnia 2019      | 1 czerwca 2019        |
| 21 | 21 | Turniej Joust! | Natalia Anderson  | ACeleste Klaus & Dani Shank         | 10 kwietnia 2019     | 8 czerwca 2019        |
| 22 | 22 | Obóz kosmiczny Lance'a Bassa Lance Bass Space Cump                                                                                        | Erin O'Malley     | ADavid Feeney                       | 1 maja 2019          | 8 czerwca 2019        |
| 23 | 23 | Keczup Ketchup | Erin O'Malley     | AJ. J. Philbin                      | 8 maja 2019          | 8 czerwca 2019        |

### Sezon 2 (2019-2020)
| Nr | #  | Tytuł                                                      | Reżyseria         | Scenariusz                        | Premiera w ABC       | Premiera w Fox Comedy |
| -- | -- | ---------------------------------------------------------- | ----------------- | --------------------------------- | -------------------- | --------------------- |
| 24 | 1  | Lato wolności Summer of Freedom                            | Erin O'Malley     | Alison Bennett                    | 25 września 2019     | 7 marca 2020          |
| 25 | 2  | Graham i kości Graham Fought the Bones and the Bones Won   | Fred Savage       | Berkley Johnson                   | 2 października 2019  | 7 marca 2020          |
| 26 | 3  | Beznadziejny Derek Derek Sucks                             | Natalia Anderson  | Kim Rosenstock                    | 9 października 2019  | 14 marca 2020         |
| 27 | 4  | Między wdowami Big Widow Wives                             | Erin O'Malley     | Taylor Cox                        | 16 października 2019 | 14 marca 2020         |
| 28 | 5  | Sport                                                      | Erin O'Malley     | Ali Kinney                        | 23 października 2019 | 21 marca 2020         |
| 29 | 6  | Halloweenowe piekło Welcome to Hell, Sickos!               | Jennifer Arnold   | Noah Garfinkel                    | 30 października 2019 | 21 marca 2020         |
| 30 | 7  | Xander i Camille Xander and Camille                        | Trent O'Donnell   | Alex Cuthbertson, Matt Fusfeld    | 6 listopada 2019     | 28 marca 2020         |
| 31 | 8  | Idealny czwartek Every Thursday Should Be Like This        | Satya Bhabha      | Mnelik Belilgne                   | 20 listopada 2019    | 28 marca 2020         |
| 32 | 9  | Gdzie facet może być facetem A Place Where Men Can Be Men  | Dean Holland      | Kyle Mack                         | 4 grudnia 2019       | 4 kwietnia 2020       |
| 33 | 10 | Wesołych świąt Good Holidays to You                        | Bill Purple       | Alison Bennett                    | 11 grudnia 2019      | 4 kwietnia 2020       |
| 34 | 11 | Chłopak Angie The Angie-Man                                | Jillian Giacomini | Berkley Johnson & Maurin Mwombela | 8 stycznia 2020      | 11 kwietnia 2020      |
| 35 | 12 | Witajcie w naszej szkole Welcome to Hilltop!               | Daryl Wein        | Dani Shank                        | 15 stycznia 2020     | 11 kwietnia 2020      |
| 36 | 13 | Pawie Chunkies                                             | Ken Whittingham   | Taylor Cox                        | 22 stycznia 2020     | 18 kwietnia 2020      |
| 37 | 14 | Przędza i kamyki Yarn and Pebbles                          | Michael Schur     | Noah Garfinkel                    | 29 stycznia 2020     | 18 kwietnia 2020      |
| 38 | 15 | Frykasy drugiej klasy Chez Second Grade                    | Jeff Blitz        | Kyle Mack                         | 12 lutego 2020       | 25 kwietnia 2020      |
| 39 | 16 | Nowe biodra dla Dolores Hip$ for Dolores                   | Natalia Anderson  | Mnelik Belilgne                   | 19 lutego 2020       | 25 kwietnia 2020      |
| 40 | 17 | Umcy umcy Untz, Untz, Untz                                 | Erin O'Malley     | Ali Kinney                        | 26 lutego 2020       | 2 maja 2020           |
| 41 | 18 | Oh Dip, She's Having a Baby                                | Jason Winer       | Kim Rosenstock                    | 15 kwietnia 2020     | 2 maja 2020           |
| 42 | 19 | Noc w Camarillo A Night in Camarillo                       | Anya Adams        | Celeste Klaus                     | 22 kwietnia 2020     | 9 maja 2020           |
| 43 | 20 | Seksowna sytuacja Look, This is Obviously a Sexy Situation | Matt Freund       | Matt Fusfeld & Alex Cuthbertson   | 6 maja 2020          | 9 maja 2020           |
| 44 | 21 | Francuska noc A Night of Delicate Frenching                | Fred Savage       | David Feeney                      | 6 maja 2020          | 16 maja 2020          |
| 45 | 22 | Nie. Zaraz. Co? Czekaj... No. Wait. What? Hold On.         | Erin O'Malley     | JJ Philbin                        | 13 maja 2020         | 16 maja 2020          |

## Produkcja
Na początku lutego 2018 roku, stacja ABC ogłosiła zamówienie pilotowego odcinka komediowego od  Elizabeth Meriwether i J. J. Philbin.
W kolejnym miesiącu ogłoszono, że Kimrie Lewis, Taran Killam, Leighton Meester, Brad Garrett, Jake Choi, Devin Campbell, Tyler Wladis oraz Marlow Barkley dołączyli do obsady serialu.
12 maja 2018 roku, stacja ABC ogłosiła zamówienie pierwszego sezonu, który zadebiutuje w sezonie telewizyjnym 2018/2019.
11 maja 2019 roku, stacja  ABC ogłosiła przedłużenie serialu o drugi sezon.
21 maja 2020 roku, stacja ABC ogłosiła anulowanie serialu.